# Ford Mustang
La Ford Mustang è un'autovettura sportiva statunitense di classe media e di grandi dimensioni prodotta dalla casa automobilistica statunitense Ford dal 1964.
Si tratta della vettura sportiva ad alte prestazioni più venduta dal 2013 al 2023, tuttora in produzione; la sua struttura originaria derivava dalla Ford Falcon.
Fortemente voluta dal manager della società dell'epoca Lee Iacocca, poteva essere considerata una piccola muscle car e tra le primissime pony car, equipaggiata con un motore da 2,8 litri di cilindrata, erogante una potenza di 105 CV (78 kW); il suo nome deriva da quello dei cavalli selvaggi nordamericani Mustang.

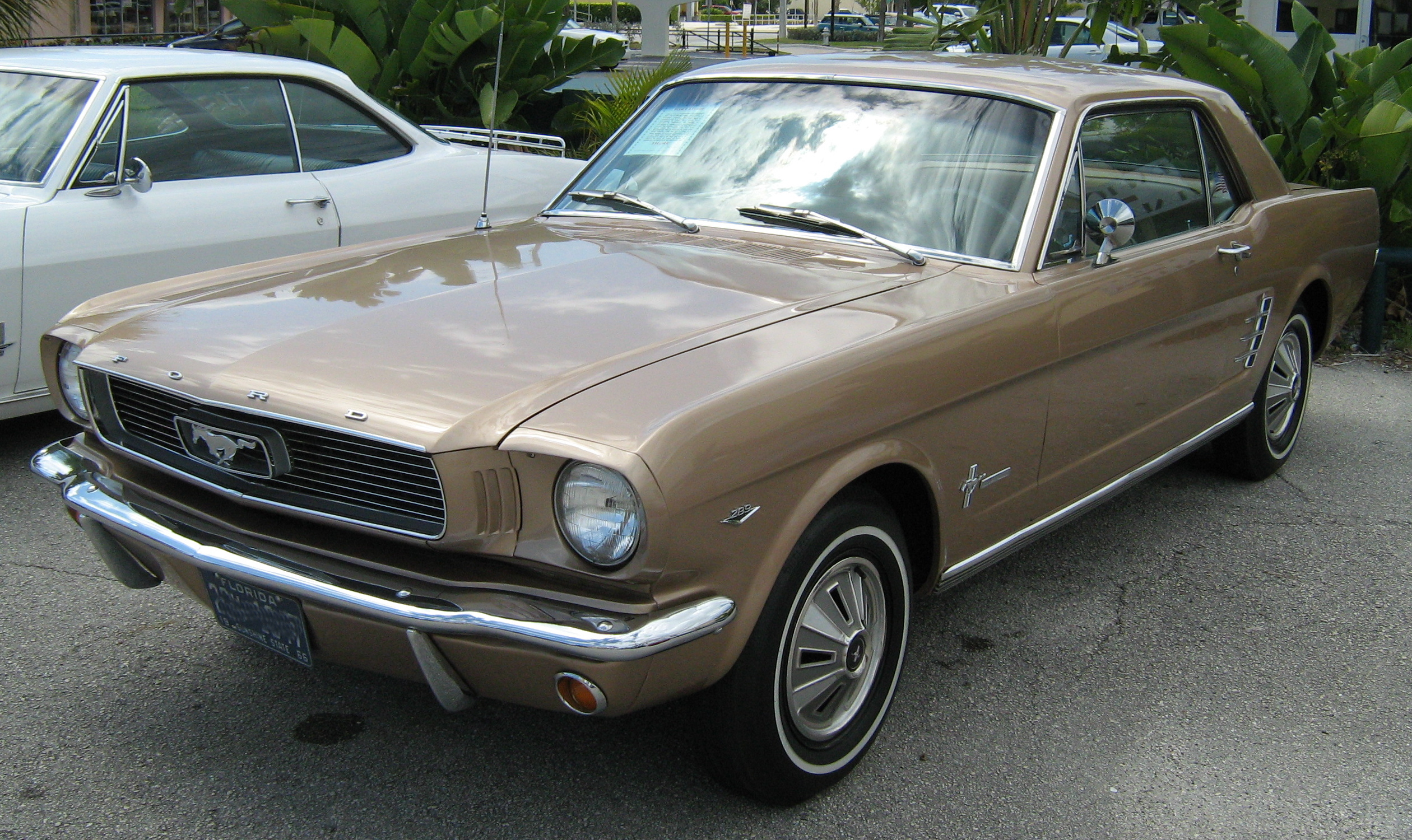
Ford Mustang I T-5 del 1966

## Prima serie (1964-1973)
L'ingegnere capo del progetto T-5 Donald N. Frey (che era l'assistente e ingegnere di Lee Iacocca), supervisionò lo sviluppo complessivo dell'auto in soli 18 mesi. Il primo prototipo che produssero fu la T-5, una roadster a due posti con motore centrale derivato dalla tedesca Ford Taunus V4.
L'anno successivo l'originale concept car a due posti del 1962 venne evoluta in una concept car a quattro posti che Ford usò per testare la reazione e l'interesse del pubblico prima di passare alla produzione in serie della vettura.
La versione definitiva della prima generazione della Ford Mustang venne messa in produzione a fine aprile 1964, venendo interrotta alla fine del 1973. Il primo esemplare di Mustang è tuttora conservato presso l'Henry Ford Museum a Dearborn, Michigan che ha messo in rete una sua foto. Questa vettura era stata acquistata all'epoca da un pilota di linea e fu poi riacquistata dalla Ford nel 1966. Inizialmente venne offerta la vettura nº 1.000.000 ma il proprietario optò per una Mustang nuova.

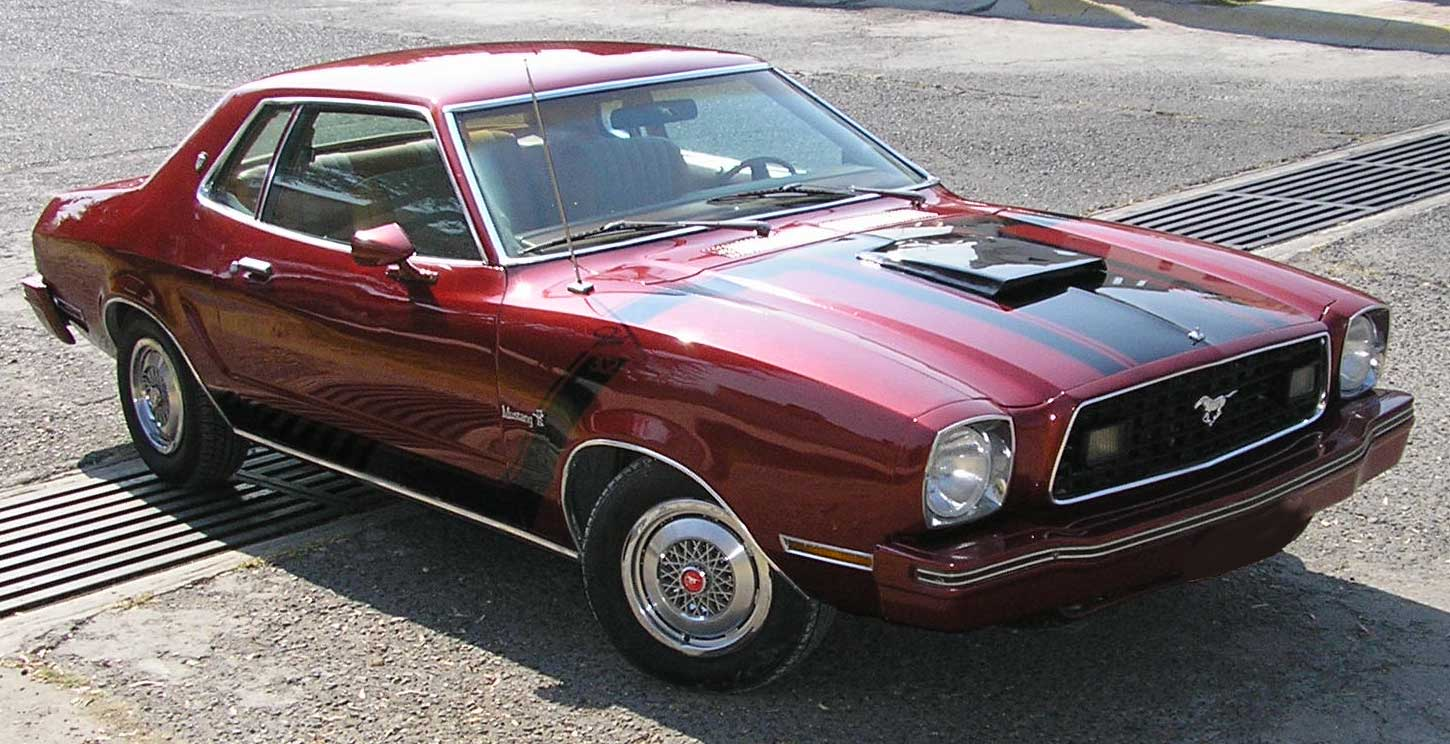
Mustang II

## Seconda serie (1973-1978)
Iacocca, ideatore della prima Mustang, nel 1979 divenne presidente della Ford Motor Company e ordinò che la nuova una Mustang fosse più piccola e più efficiente. Inizialmente doveva essere basata sulla Ford Maverick, ma successivamente fu realizzata dalla Ford Pinto.
Il nuovo modello, chiamato "Mustang II", fu introdotto il 21 settembre 1973, due mesi prima della prima crisi petrolifera del 1973, e le sue dimensioni ridotte gli permisero di competere con coupé sportive d'importazione giapponese come Datsun 240Z e Toyota Celica. Fu prodotta fino al 1978.

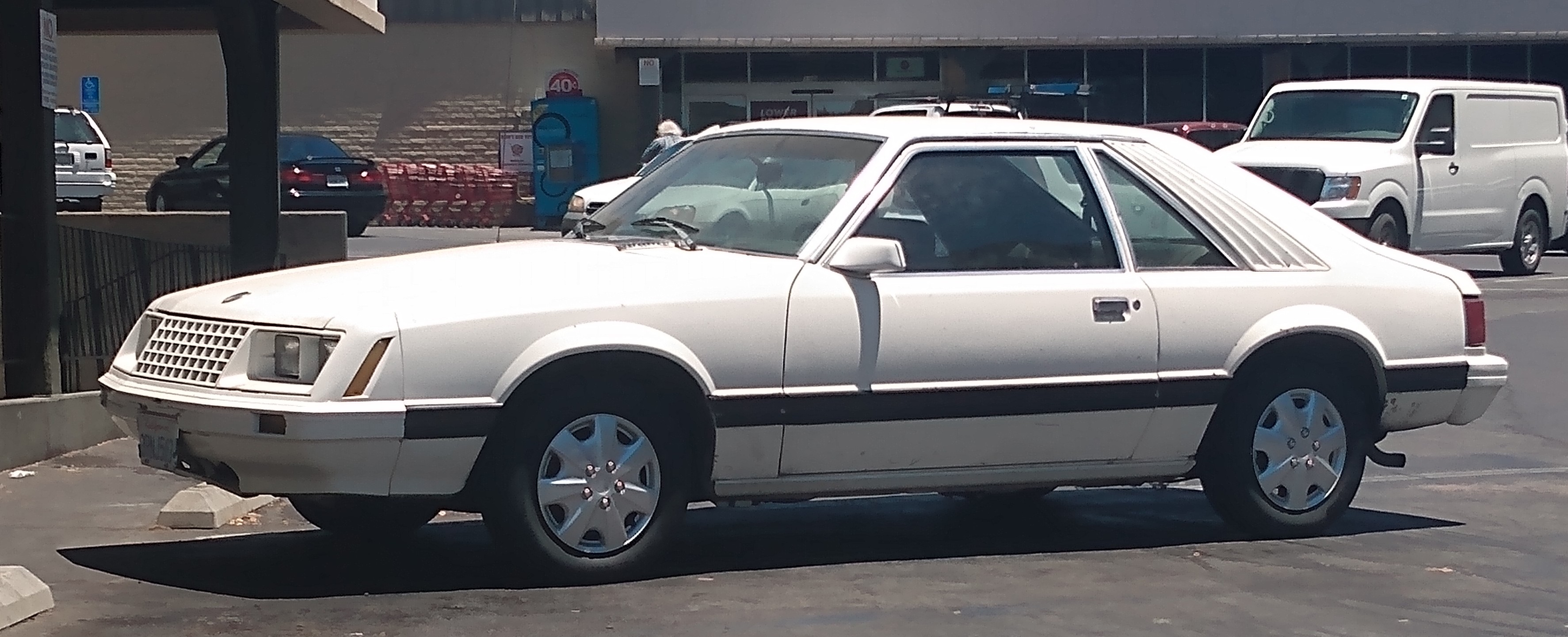
Mustang III

## Terza serie (1978-1993)
La Mustang di terza generazione era basata sulla nuova piattaforma Fox (inizialmente sviluppata per la Ford Fairmont e la Mercury Zephyr del 1978). La carrozzeria era più grande con un passo maggiorato. La carrozzeria includeva una coupé a tre volumi e una decappottabile che fu aggiunta nel 1983. Motori e trasmissioni erano ripresi dalla Mustang II. La produzione cessò nel 1993.

## Quarta serie (1994-2004)

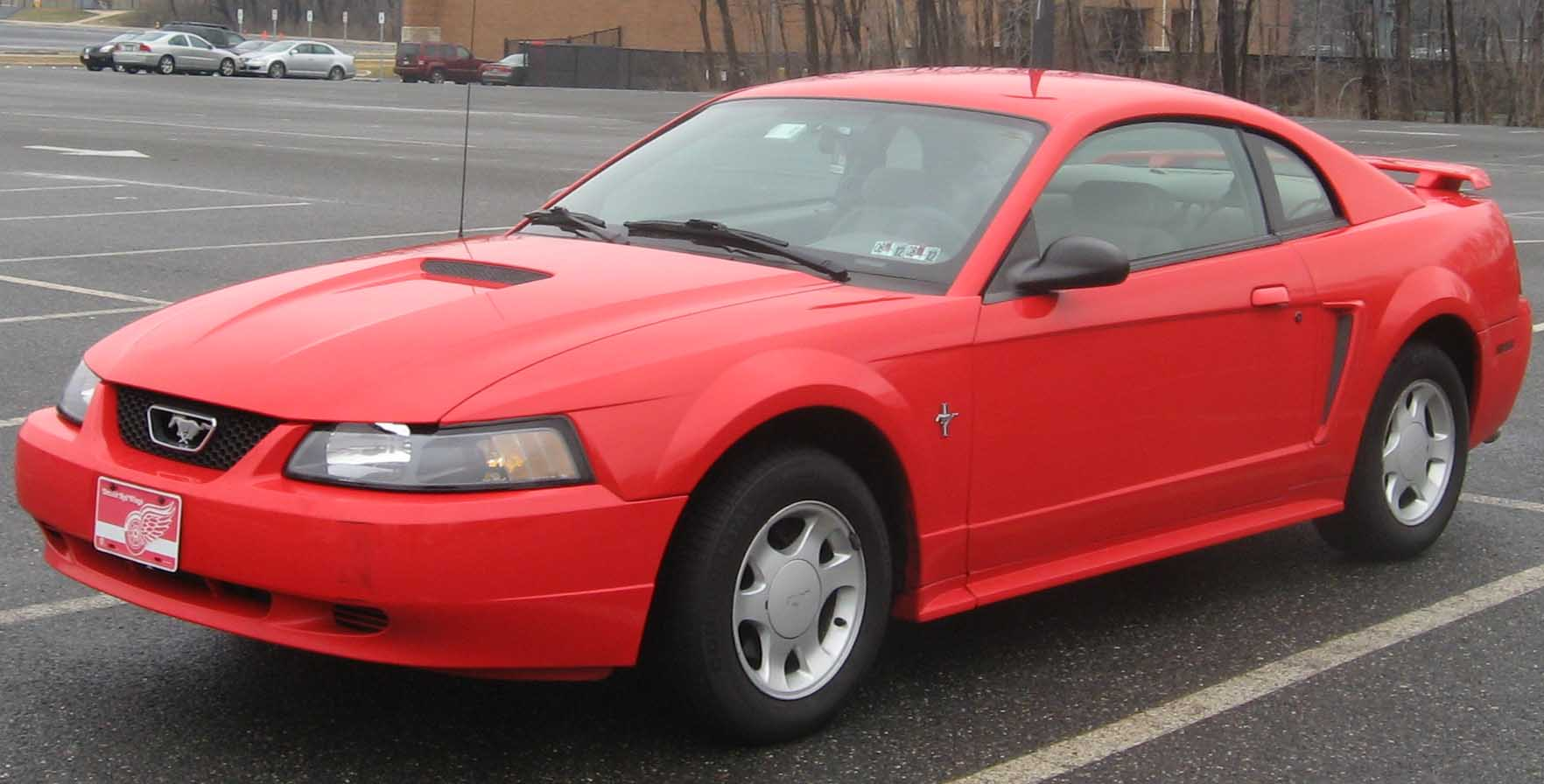
Ford Mustang IV del 1999

Nel novembre 1993 venne presentata la quarta generazione, che portava con sé con la prima più importante riprogettazione in quindici anni di carriera. Nome in codice "SN95", era basata su una versione aggiornata della piattaforma Fox a trazione posteriore chiamata "Fox-4". Il nuovo stile nato dal designer Patrick Schiavone riprendeva diversi spunti stilistici dalle precedenti Mustang. Per la prima volta dalla sua introduzione nel 1964, il modello fastback coupé a tre volumi non era più disponibile. Nel 2004 ne venne cessata la produzione.

## Quinta serie (2004-2014)

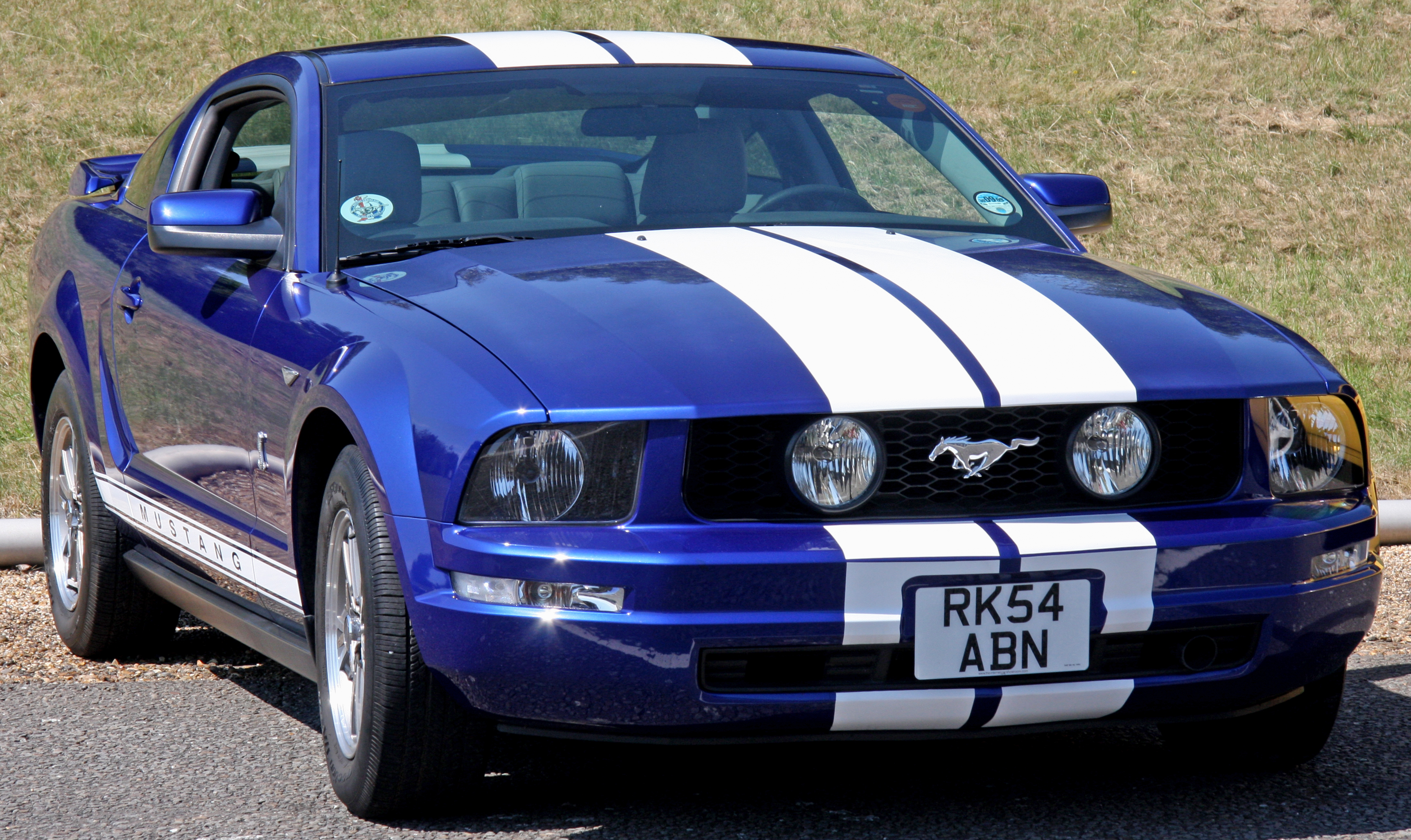
Ford Mustang V

Ford presentò la Mustang di quinta generazione al North American International Auto Show del 2004; con nome in codice "S197", basata sulla nuova piattaforma D2C, la vettura fu totalmente riprogettata. Sviluppata sotto la direzione dell'ingegnere capo Hau Thai-Tang, già arrivo nel programma IndyCar della Ford con Mario Andretti, e dal designer Sid Ramnarace, lo stile della quinta generazione si rifà ai modelli fastback della fine degli anni '60. Il designer di Ford J Mays, lo definì "retro-futurismo". La Mustang di quinta generazione venne prodotta nello stabilimento di assemblaggio di Flat Rock in Michigan fino al giugno 2014.

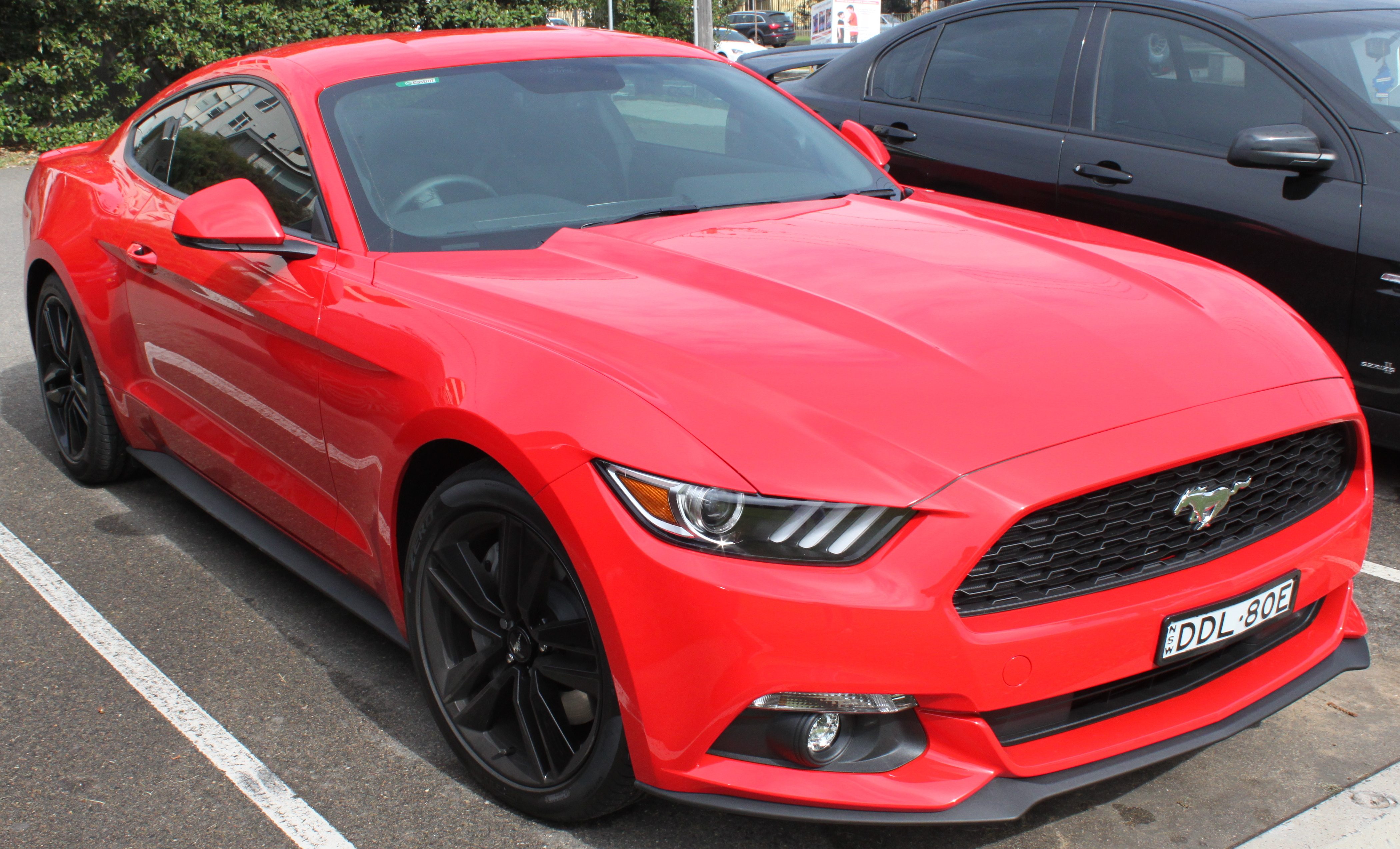
Ford Mustang VI serie Coupe del 2015

## Sesta serie (2014-2023)
La sesta generazione della Mustang (S-550) viene presentata il 5 dicembre 2013; l'assemblaggio è iniziato il 14 luglio 2014 nello stabilimento di Flat Rock. Il debutto della sesta serie coincide con il 50º anniversario dell'inizio della produzione del modello, iniziata nel 1964.
Il cambiamento rispetto alle precedenti generazioni è radicale. Si tratta della prima generazione di Mustang pensata per il mercato globale, e non solo per quello statunitense. La Mustang viene prodotta, per la prima volta, anche con guida a destra installata direttamente in fabbrica per i mercati che la prevedono, quali Regno Unito e Australia.
Le maggiori novità del modello sono a livello tecnico. Per la prima volta, al posto delle sospensioni posteriori ad assale rigido, la Mustang è dotata di un sistema a ruote indipendenti di tipo multilink. Tra I motori disponibili torna dopo un trentennio una versione a 4 cilindri, questa volta turbo da 2.3 litri Ecoboost da 315 CV, architettura che in passato erano state già utilizzate dal 1974 al 1993, oltre ai modelli turbo “SVO” dal 1984 al 1986, poi non più utilizzate.

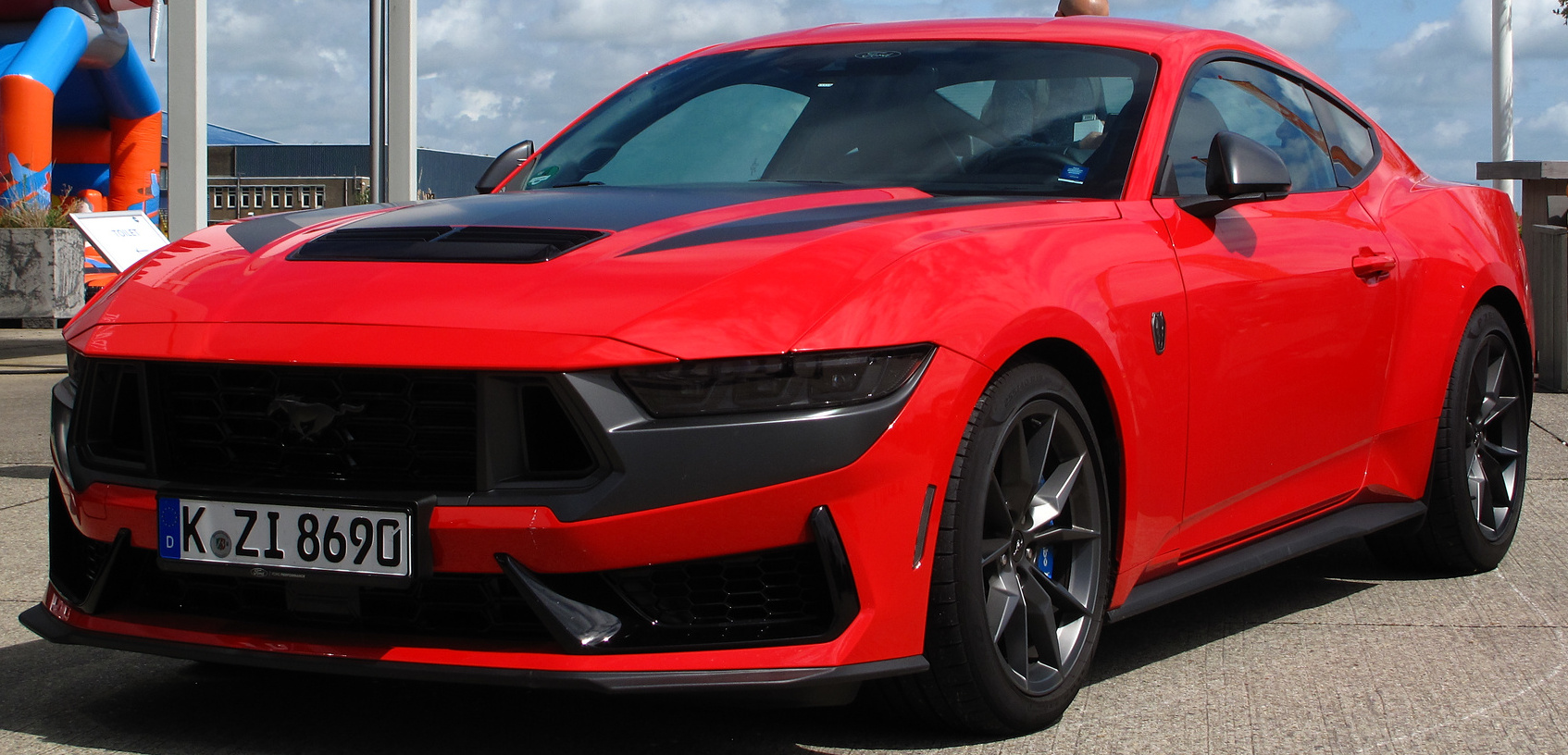
Mustang VII GT Fastback Dark Horse

## Settima serie (dal 2023)
La settima generazione della Mustang (S-650) viene presentata il settembre 2022, mentre l'assemblaggio è iniziato tra aprile e maggio 2022 nello stabilimento di Flat Rock.
Il cambiamento rispetto alle precedenti serie non è radicale. Si tratta della seconda generazione di Mustang pensata per il mercato globale, e non solo per quello statunitense.

## Ford Mustang Mach-E
Tra il 2019 e il 2020 Ford ha presentato e messo in commercio la Mustang Mach-E, un'autovettura che richiama la classica Mustang nel nome e in alcuni dettagli estetici caratteristici, tra cui i gruppi ottici posteriori e i loghi a forma di cavallo (da sempre utilizzati sulle Mustang al posto del classico logo Ford ovale di colore blu), ma di fatto è una vettura totalmente differente, in quanto si tratta di una crossover SUV a 5 porte completamente elettrica.

## Modelli speciali e concept
Nel tempo sono stati realizzati a partire dalla Mustang diversi modelli speciali e concept. I principali sono:

### GT350

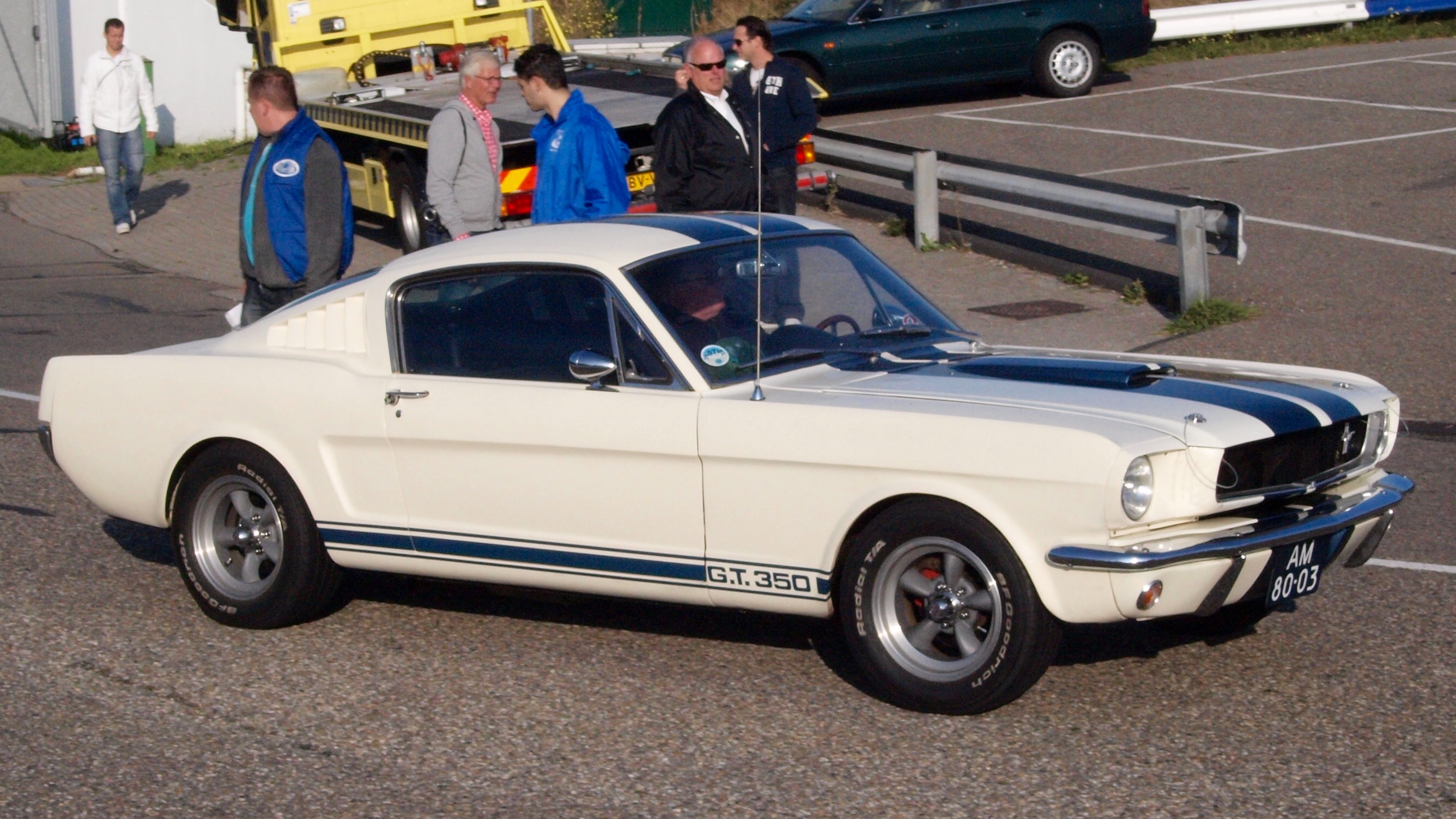
Una GT350

La GT350 è una versione speciale realizzata da Carroll Shelby, con il beneplacito della Ford, nel 1965. La carrozzeria scelta era quella della fastback, allora appena introdotta. Il modello era stato creato per il solo scopo di vincere le gare, cioè in realtà di battere la Chevrolet Corvette.
Queste vetture speciali, ufficialmente designate solo GT350 senza far riferimento al nome del modello, erano in origine una normale Mustang di colore Wimbledon White con interni di colore nero. Le vetture erano prodotte nello stabilimento di San Jose, California, da cui poi venivano spedite allo stabilimento di Shelby che si trovava vicino al Los Angeles International Airport dove avveniva materialmente la trasformazione.
Sulla vettura era stato montato il motore ad alte prestazioni da 4,7 L (289 in3), freni a disco anteriori e trasmissione a quattro marce. Non era stato montato il sedile posteriore, il cofano ed erano stati tolti tutti gli allestimenti che avrebbero potuto fa identificare il modello.
Presso la ditta di Shelby venivano montati scarichi separati, cerchi in magnesio da 15 pollici (380 mm) realizzati dallo stesso preparatore, modificate le sospensioni anteriori per ridurre il sottosterzo e rendere la vettura più neutra nella guida, ammortizzatori Koni, cofano realizzato in fibra di vetro con un grande air-scoop (presa d'aria), sterzo rapido, i freni a tamburo posteriori della Ford Galaxie e differenziale autobloccante.
Altre modifiche erano costituite dallo spostamento nella parte posteriore della batteria, barra antirollio posteriore e anteriore, creazione di un pozzetto in fibre di vetro al posto del sedile posteriore nel quale alloggiare la ruota di scorta e gli attrezzi necessari nelle gare e gli interruttori spostati sul cruscotto.
Venne anche rinforzata la parte anteriore della vettura utilizzando un rinforzo a X montato nei modelli destinati all'esportazione mentre sotto il cofano venne montato un rinforzo triangolare, chiamato Monte Carlo, che aveva la funzione di assorbire eventuali urti.
Anche il motore ricevette una cura per incrementarne la potenza che arrivò, secondo la rivista a circa 306 hp (228 kW). La rivista Hot Rod Magazine registrò un'accelerazione 0 – 100 km/h (0 – 60 miglia orarie) in 3,4 secondi.

### Mustang California Special

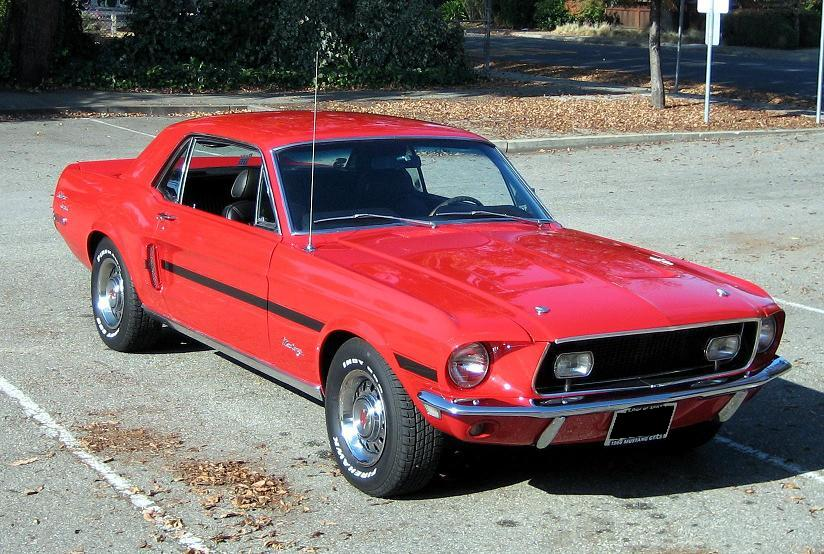
Ford Mustang California Special

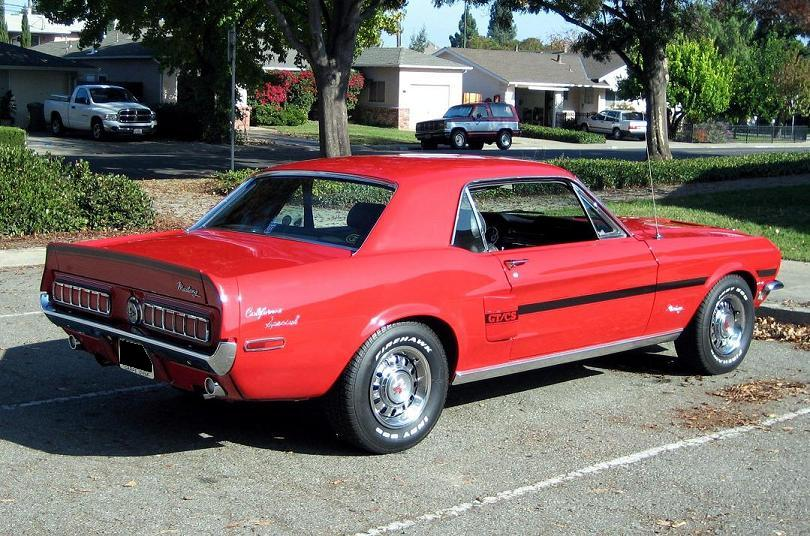
Vista posteriore

Negli anni '60, per incrementare le vendite nelle regioni dove venivano registrati cali, le varie concessionarie Ford proponevano versioni speciali della Mustang con particolari modifiche rispetto alle vetture base unicamente per le zone interessate.
In questo contesto di edizioni speciali regionali venne alla luce, nel 1968, la Mustang California Special, o GT/CS. Essa venne realizzata traendo ispirazione dalla Shelby Little Red 67 e componendo insieme parti della Mustang GT, della Shelby Mustang 350 e della Shelby Mustang 500. Il suo ideatore era Lee Grigio, manager del distretto di vendita della California del Sud.
Dopo aver ricevuto l'approvazione dalla casa madre per iniziare la produzione, nel febbraio del 1968 vennero esposti sette prototipi in varie concessionarie californiane. Due settimane dopo, gli ordinativi superarono il migliaio, motivo per cui, il giorno 17, venne avviata la produzione della CS nella fabbrica di San Jose. Le vendite partirono in marzo, mentre la produzione venne interrotta il 30 luglio.
La carrozzeria era molto più leggera rispetto alla versione base grazie all'introduzione di numerose parti realizzate in fibra di vetro. Altre caratteristiche particolari erano le targhette California Special apposte nella parte posteriore e le decalcomanie laterali con l'effigie GT/CS. Per il cliente era possibile richiedere qualsiasi colore o motore derivato dalle Mustang di serie da applicare alla propria California Special, rendendo ogni modello un esemplare unico. Di questa versione ne sono stati prodotti 4 118 esemplari.

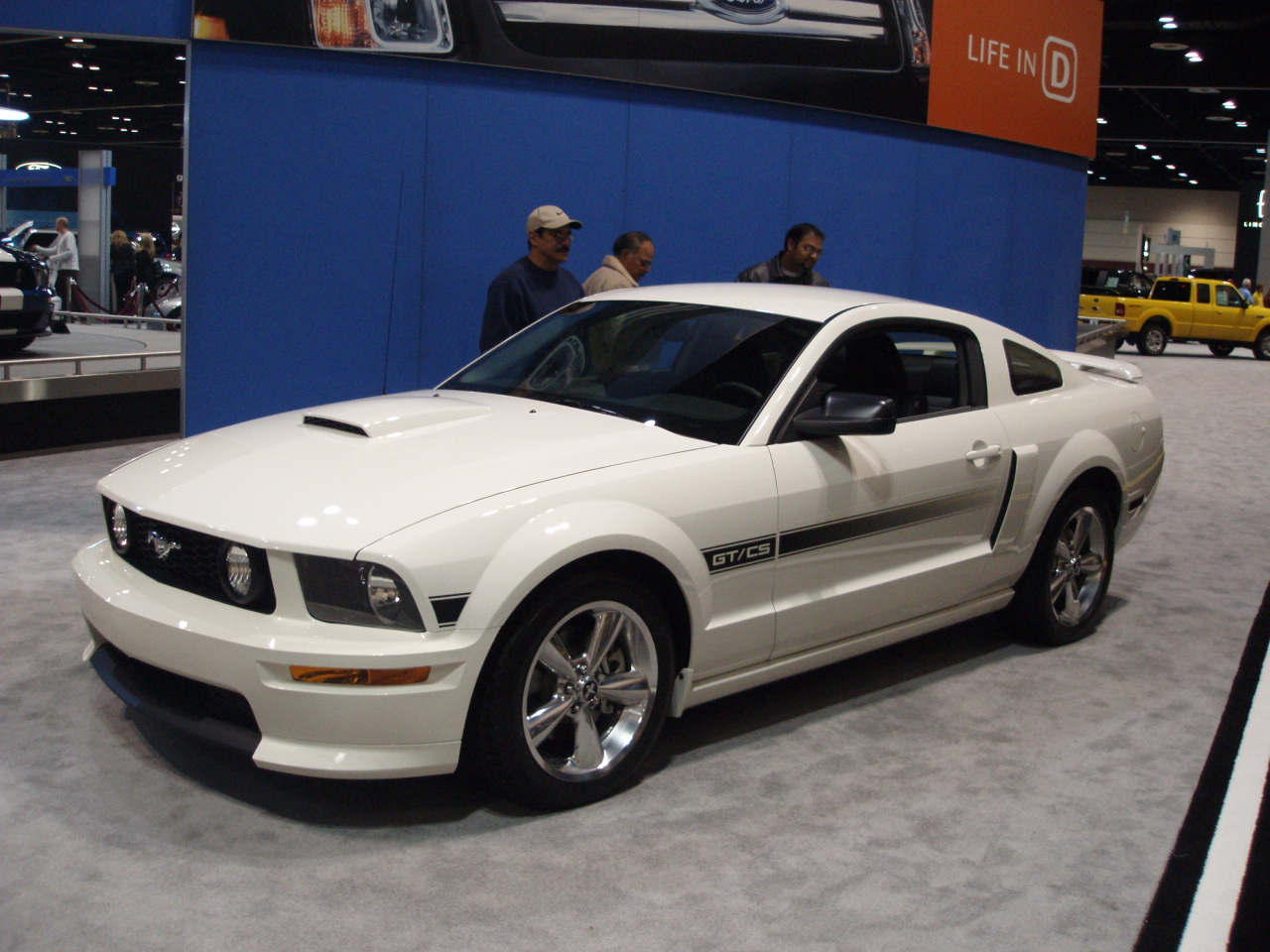
Ford Mustang GT-CS

Nel 2007 la Ford ha proposto una riedizione della CS sfruttando come base la Mustang GT di 5ª generazione. Lo sviluppo di tale vettura è stato affidato a Mark Wilson, manager del Ford's Vehicle Personalization Group. Tale modello è disponibile sia in versione coupé sia cabriolet. Esteticamente, la vettura presenta un paraurti anteriore con un piccolo spoiler integrato per aumentare il flusso d'aria da convogliare attraverso il radiatore. Oltre a ciò, è stato impiantato un sistema di scarico a doppio terminale, cerchi da 18" in alluminio avvolti in pneumatici ad alte prestazioni e una presa d'aria supplementare sul cofano. Il propulsore selezionato per essere montato sulla CS 2007 è stato il V8 a 3 valvole per cilindro 4,6 litri da 300 CV della Mustang GT potenziato di 20 CV. Sulla verniciatura è stata applicata una livrea composta da bande da corsa che si estendono per tutta la carrozzeria.

### Mustang SVT Cobra R

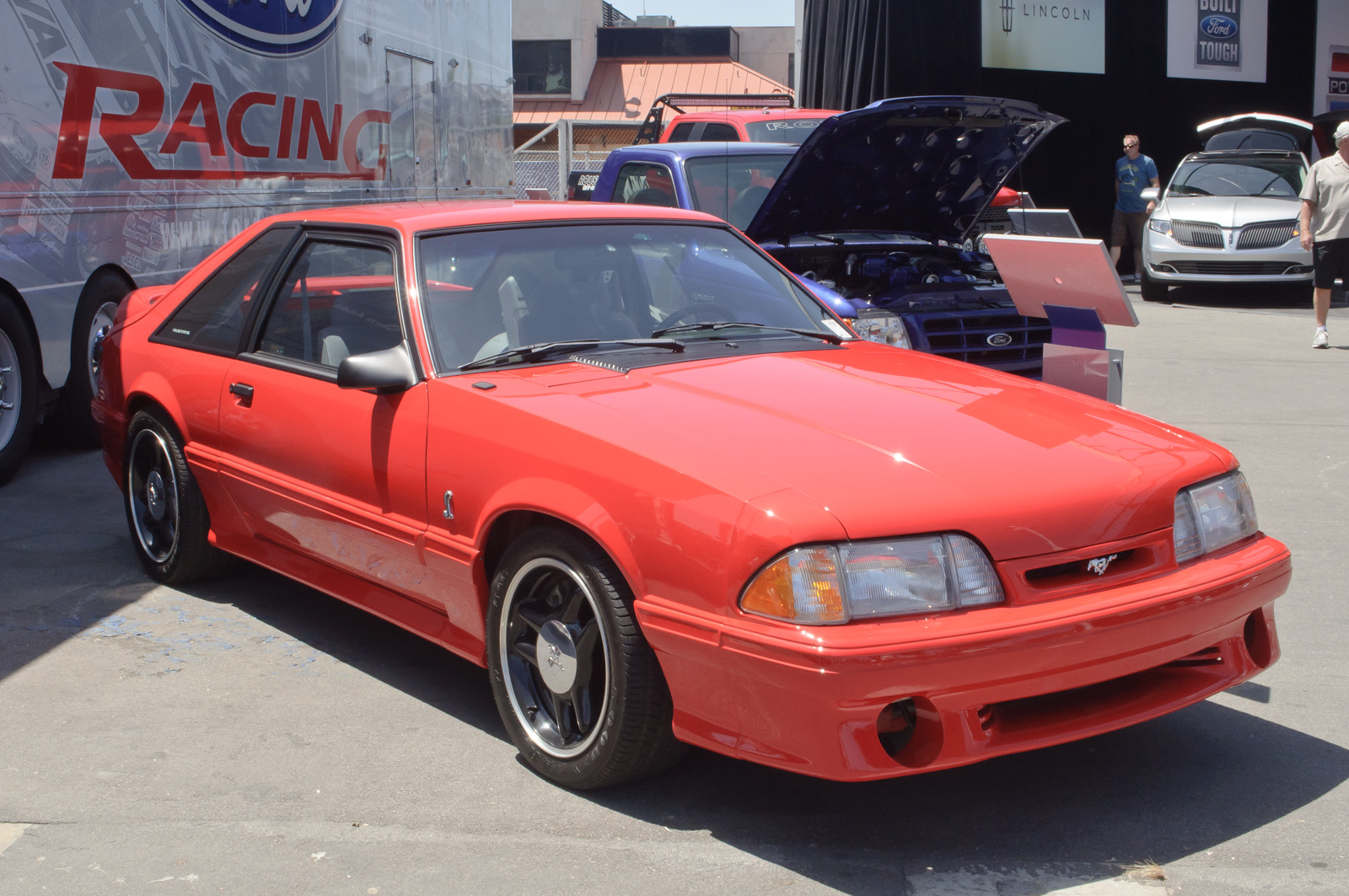
Ford Mustang III SVT Cobra R

Questa versione speciale della Mustang Cobra R, realizzata dalla SVT, venne costruita in 106 unità nel 1993, 250 nel 1995 e 300 nel 2000.

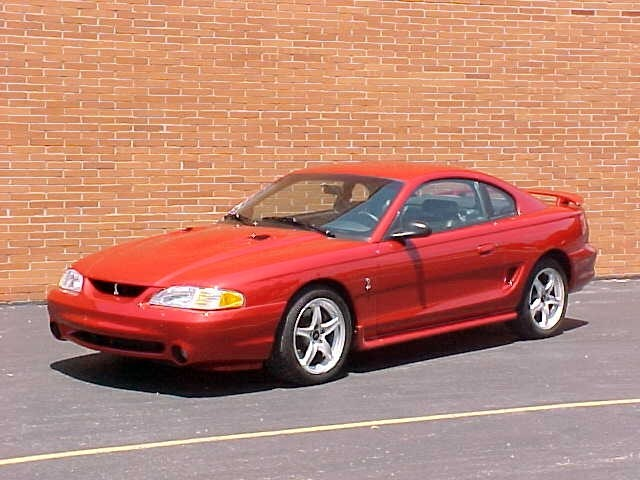
Ford Mustang IV SVT Cobra R

L'ultimo modello montava un propulsore 5.4L V8 DOHC 4 valvole per cilindro con una potenza di 390 CV. L'aerodinamica era stata migliorata con l'introduzione di un nuovo alettone posteriore, un coperchio per il vano motore ingrandito per ospitare il nuovo propulsore e di un kit di minigonne. Gli pneumatici montati erano BFGoodrich g-Force KD da 18 pollici. La frizione era del tipo monodisco.
Per alleggerire la vettura sono stati eliminati la radio e il climatizzatore. Inoltre sono stati aggiunti sedili sportivi della Recaro. Alla fornitura dei componenti hanno partecipato varie aziende: la Brembo per i freni a disco; la Tremec per il cambio a 6 marce; Eibach e la Bilstein per la sospensioni; Borla per il sistema di scarico.
Il sistema di sospensioni è stato rivisto, a tal proposito il team SVT realizzò delle modifiche tali da consentire il montaggio delle sospensioni posteriori indipendenti al posto dell'assale rigido previsto per i normali modelli.

### Mustang SSP

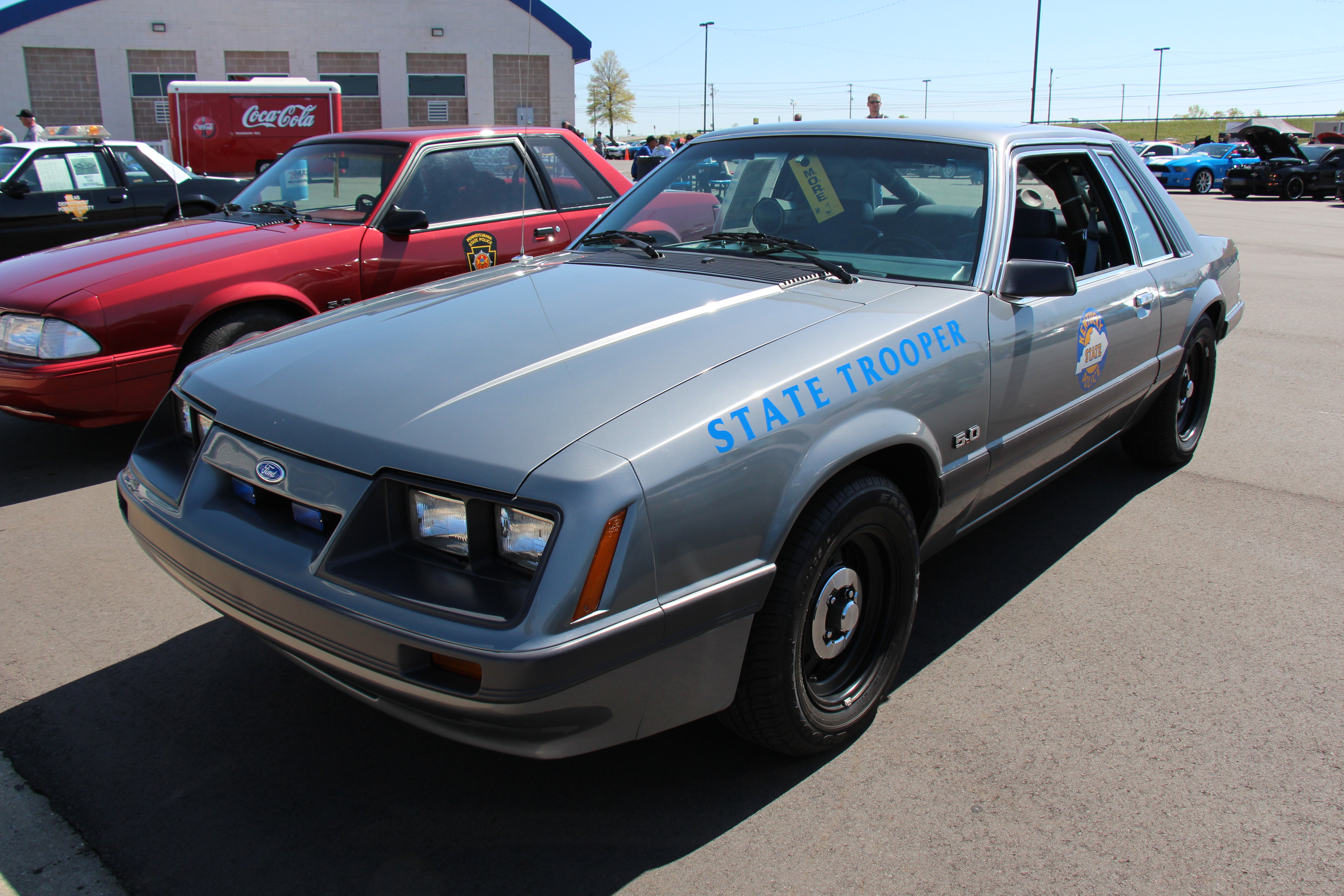
Ford Mustang SSP

La SSP (Special Service Package) era la vettura destinata alle forze di Polizia. Nel 1982 la California Highway Patrol chiese alla Ford di produrre una vettura potente e leggera con la quale sostituire le Ford Fairmont, LTD e Crown Victoria. La versione speciale che la Ford realizzò nel 1983 si basava sul modello 5.0. Il motore forniva una potenza di 175 hp (130 kW) potenza non eccezionale ma più che adeguata alla missione.
Le principali modifiche effettuate alla vettura riguardavano l'installazione degli equipaggiamenti necessari a svolgere il compito per il quale era stata realizzata. Questi variavano a seconda dell'Ente o dell'Agenzia che le acquisiva. La SSP è stata prodotta dal 1982 al 1993 in circa 15 000 esemplari.

### Mustang SVO

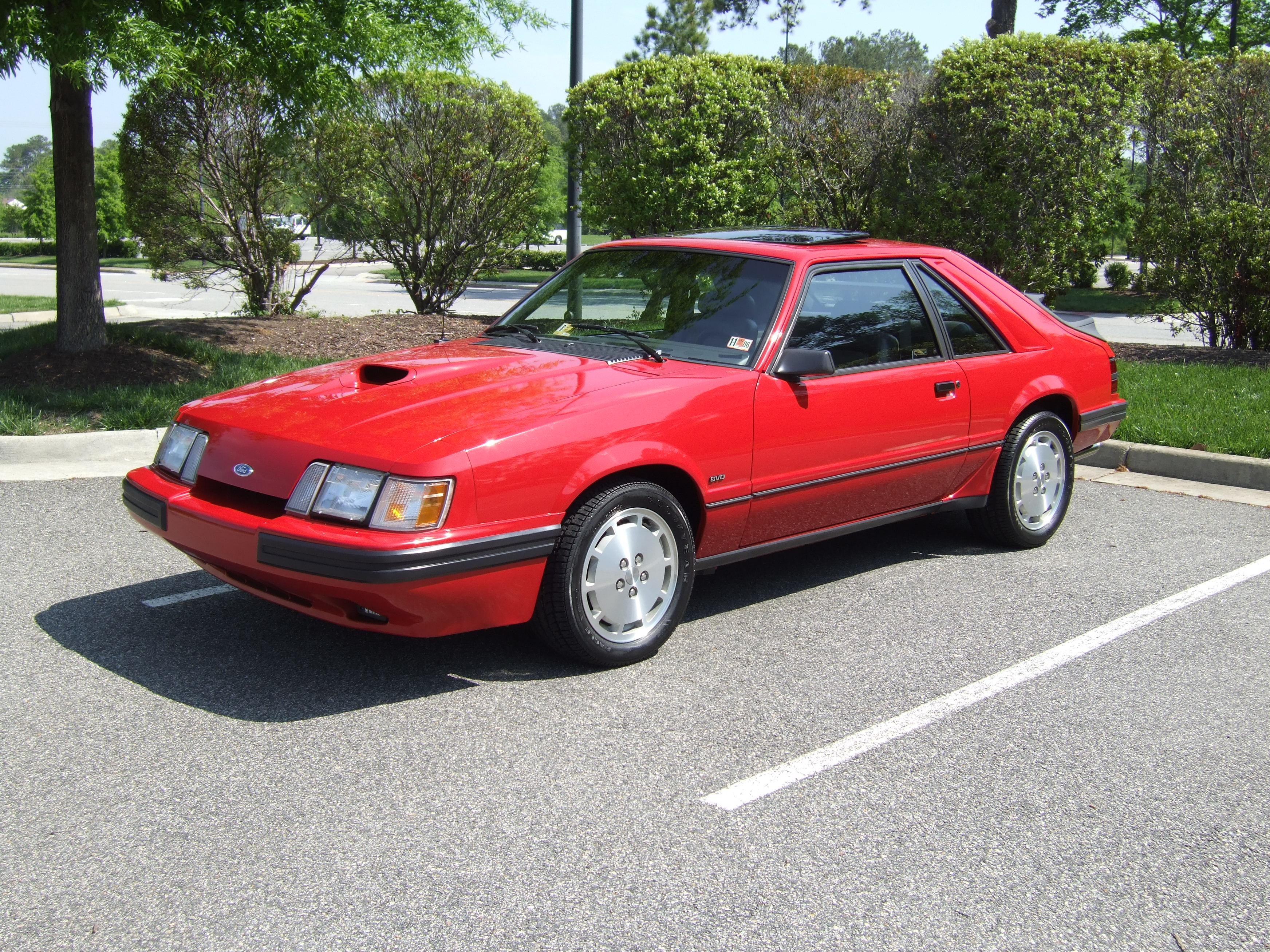
Ford Mustang SVO

La Mustang SVO venne realizzata nel periodo successivo alla crisi petrolifera e alla entrata in vigore delle normative sull'inquinamento e sui consumi. Durante questo periodo si era assistito alla scomparsa di tutti i modelli a elevate prestazioni e delle muscle car dalla gamma delle Case. In generale si era arrivati a un certo appiattimento nelle prestazioni e nella potenza delle vetture. Per creare un modello di Mustang che fosse più prestazionale la Ford si rivolse alla sua divisione, da poco creata, Special Vehicle Operation, o SVO da cui la sigla di questo modello. La vettura che ne emerse fu una Mustang che si ispirava per estetica e meccanica al modello standard mentre per il livello di prestazioni era più vicina alle vetture elaborate da Shelby o alla Boss. La vettura rimase in produzione dal 1984 al 1986 e in questo periodo era il modello di Mustang più veloce presente nella gamma.

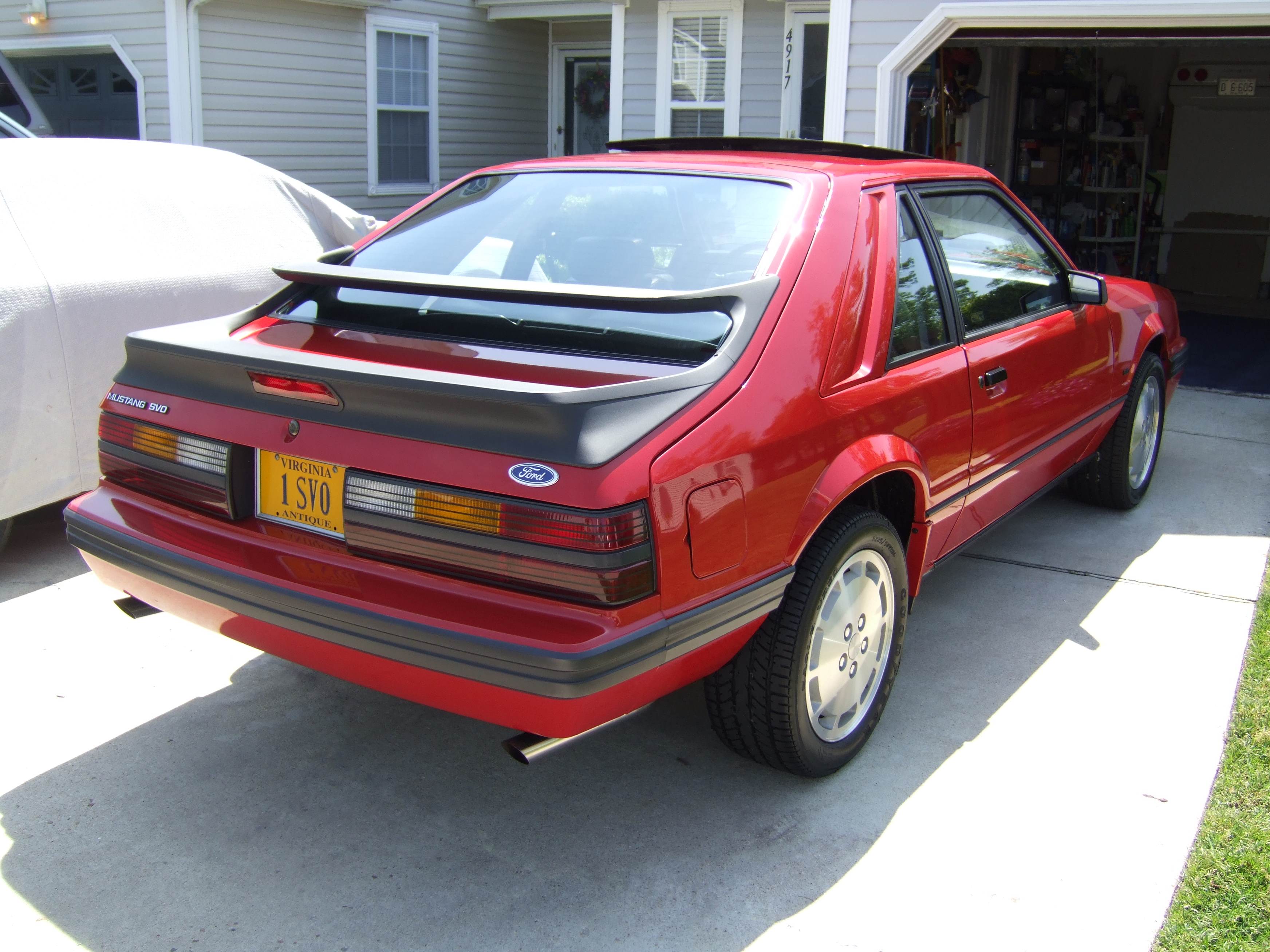
Vista posteriore

Come motore da montare sulla vettura venne scelto, al posto del V8 da 4.9 L (302 in3) non più in linea con le recenti normative, un quattro cilindri in linea di 2,3 L (140 in3) sovralimentato con turbocompressore. Su questo motore venne montato anche un innovativo sistema di iniezione elettronica e un intercooler (scambiatore di calore aria-aria). Venne anche installato un sistema che permetteva al conducente di regolare le prestazioni del motore in base alla qualità, standard o premium, del carburante. La trasmissione era manuale a cinque marce. La potenza fornita da questo motore era di 175 hp (130 kW).
Furono effettuate anche altre modifiche rispetto alla Mustang standard quali una diversa geometria delle sospensioni, uno sterzo servoassistito con rapporto 15:1 e un primo sistema di controllo della trazione. Anche i freni furono sostituiti. Da una coppia di dischi anteriori più una coppia di tamburi posteriori, ereditati dal pacchetto GT, si passò a quattro dischi autoventilanti. Sempre per quanto riguarda le sospensioni furono montati degli elementi Koni completamente regolabili. Per questa vettura vennero scelti dei cerchi in lega di alluminio a cinque razze su cui venivano montati i Goodyear P225-16 Eagle VR50 Gatorback. Infine venne installato anche un nuovo paraurti anteriore e uno speciale pedale che facilitava il cosiddetto punta – tacco durante la guida.
Gli interni della vettura erano molto curati e disponevano di componenti allora introvabili nelle auto di questa classe: il volante, la leva del cambio e del freno a mano erano ricoperte in pelle, i vetri erano ad azionamento elettrico, veniva montato un sistema audio stereo di ottima qualità, i sedili erano del tipo sportivo con supporto lombare mentre la chiusura delle portiere era centralizzata.
Nel tempo vennero rivisti rapporti e montato un sincronizzatore Hurst che ne migliorava la velocità e il feeling. Venne montato un nuovo sistema di raffreddamento e il motore sottoposto a costanti aggiornamenti raggiunse, nel 1986, una potenza di 200 hp. Per la vettura era anche disponibile un kit di preparazione che ne incrementava le prestazioni ma al costo di rinunciare, per risparmiare peso, all'allestimento lussuoso degli interni sopra descritto.

### Mustang Giugiaro Concept

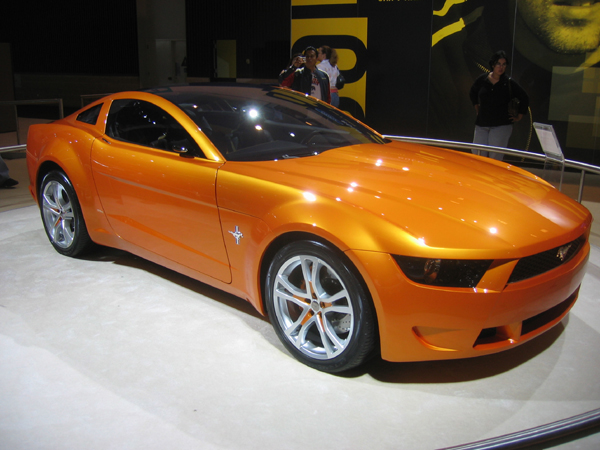
Mustang Giugiaro Concept

Realizzata dall'Italdesign sotto la guida di Fabrizio Giugiaro, questo Concept fu la reinterpretazione della Mustang in chiave latina, le cui linee vennero riprese per il restyling del 2010. Appariscenti gli interni con rivestimento in cavallino e la manopola del cambio simile alla manetta di un aeroplano. Gli esterni sono caratterizzati da una carrozzeria color arancione brillante con particolari neri, da grandi cerchi in lega da 20 pollici (realizzati dalla casa italiana OZ) montati su pneumatici 275/40 all'anteriore e 315/35 al posteriore, da un tetto in vetro panoramico, dalla presenza di portiere a forbice e da fari posteriori tripartiti a forma di triangolo. La Giugiaro Concept non fu solamente un esercizio di stile, infatti la vettura fu dotata del noto motore V8 Ford da 4,6 litri a tre valvole per cilindro sovralimentato da un compressore volumetrico con intercooler, per un totale di 500 cavalli. La Mustang Giugiaro Concept venne concepita e realizzata in 30 000 ore di lavoro e presentata al Salone Internazionale di Los Angeles nel 2006.

### Mustang GT-R Concept

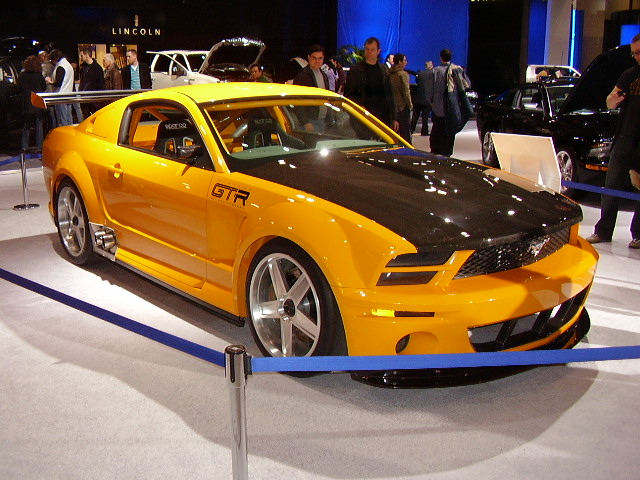
Ford Mustang GT-R

Nel 2005, per festeggiare i 40 anni di produzione della Mustang, è stata creata la versione speciale da competizione GT-R Concept. La vettura, colorata con una vistosa livrea arancione Valencia, è stata realizzata dalla Saleen Special Vehicles sfruttando l'85% dei componenti delle Mustang di serie del 2005. Il restante 15% è stato costruito impiegando componenti ad alte prestazioni uniti all'inserimento del motore Cammer come propulsore della vettura. Tale motore è un V8 da 5.0 litri che eroga 440 CV di potenza. I pistoni sono forgiati, con un rapporto di compressione di 11.0:1. Il cambio è manuale a sei marce.
Il design è stato curato da Doug Gaffka, il quale, per conferire alla vettura un'aria molto sportiva al primo sguardo, ha provveduto a far installare numerose parti in carbonio, tra cui il cofano e lo spoiler posteriore. I paraurti anteriori sono stati ingranditi per permettere l'inserimento di nuove sospensioni da corsa e dei nuovi cerchi da 20" avvolti in pneumatici slick Pirelli da competizione da 275/35 all'anteriore e da 305/30 al posteriore. I terminali di scarico doppi in acciaio inox sono stati posizionati ai lati della vettura, poco prima delle ruote posteriori, per dare un tono ancora più aggressivo. I finestrini posteriori sono stati eliminati per fare posto al sistema di erogazione del combustibile del tipo dry break. Tra i gruppi ottici posteriori è stato posizionato un sistema di raffreddamento differenziale.I freni sono Brembo a sei pistoncini.
Il cruscotto della Mustang di serie è stato sostituito con una versione in fibra di carbonio, su cui sono montati i manometri dell'acqua e della temperatura dell'olio. Il resto della strumentazione è stato inserito sul volante, simile a quello impiegato sulle vettura da Formula 1. Il roll-bar è stato realizzato per la doppia funzione di proteggere il pilota in caso di incidente e per irrigidire ancora di più la struttura della GT-R.
Lo scopo della GT-R è quello di dimostratore tecnologico per una vettura in grado di adattarsi, con poche regolazioni, ai regolamenti dei vari tipi di campionati automobilistici oggi presenti.

### Mustang Shelby GT-H Fun

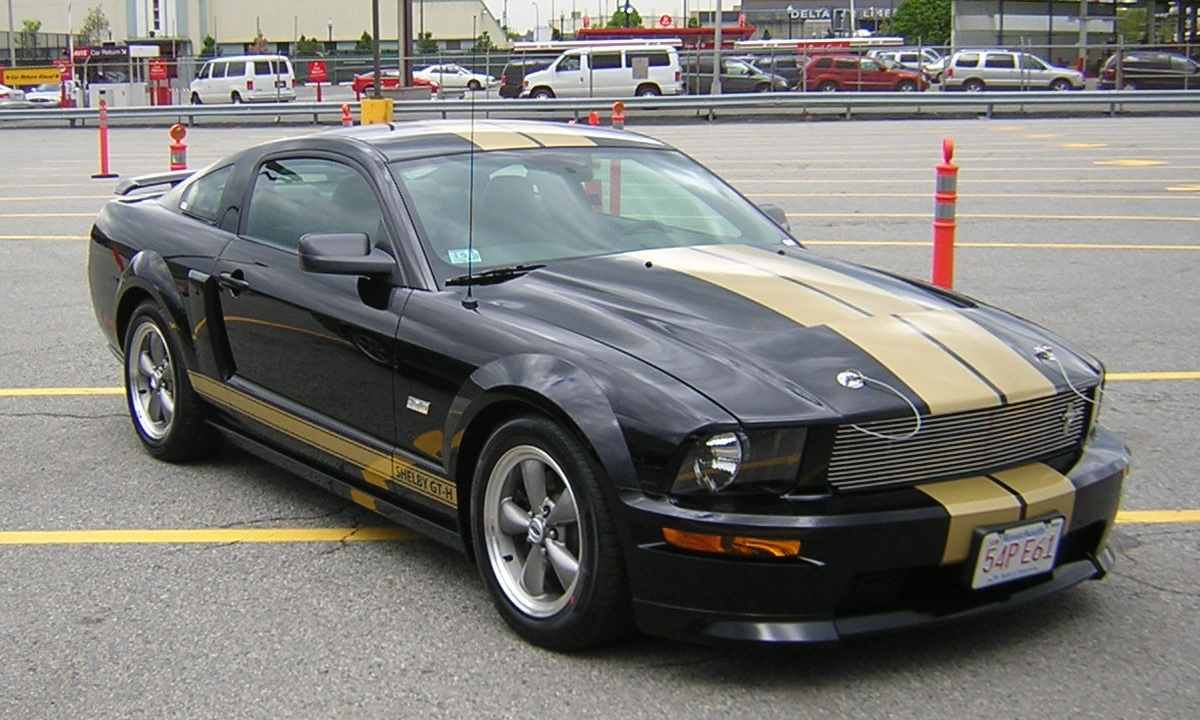
Ford Mustang Shelby GT-H Fun

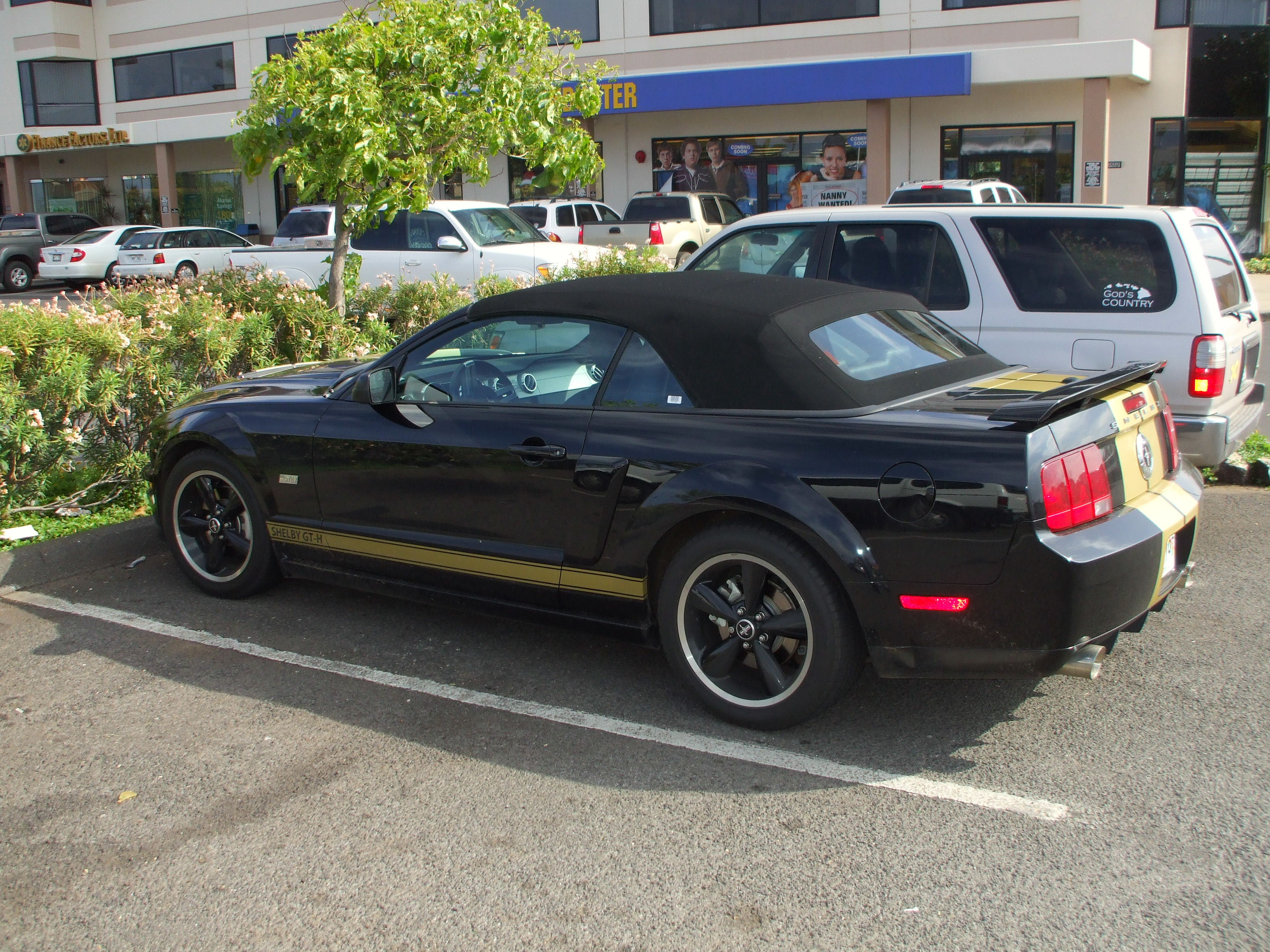
Vista posteriore della versione cabriolet

Nel 2006, la Ford, in collaborazione con la Shelby e la Hertz Corporation, ha proposto una nuova versione della Mustang GT-H, originariamente creata negli anni '60.Tale vettura può essere solo noleggiata in uno dei 18 aeroporti americani dove il parco macchine di lusso a noleggio viene gestito proprio dalla Hertz Corporation.
La realizzazione della nuova auto, denominata GT-H Fun, è stata compiuta dal Ford Racing Performance Group. Essa è facilmente distinguibile dalle altre Mustang sia per la tipica livrea nera a bande oro che contraddistingue sin dagli anni '20 le vetture Hertz sia per le targhette identificative applicate sul battitacco e sul paraurti anteriore.
Per migliorare le prestazioni del motore V8 da 4,6 litri, è stata aggiunta una griglia di alluminio davanti al radiatore e delle prese d'aria sui lati della vettura. La potenza è stata portata a 325 CV grazie a un pacchetto di potenziamento fornito dal Ford Racing Performance Group. La tenuta in strada è assicurata da pneumatici P235/55ZR17 che racchiudono cerchi in alluminio da 17" e dal pacchetto di potenziamento della maneggevolezza Ford Racing Handling Pack FR3. Tra la dotazione è implementato un sistema radio satellitare SIRIUS.

### Mustang Bullitt

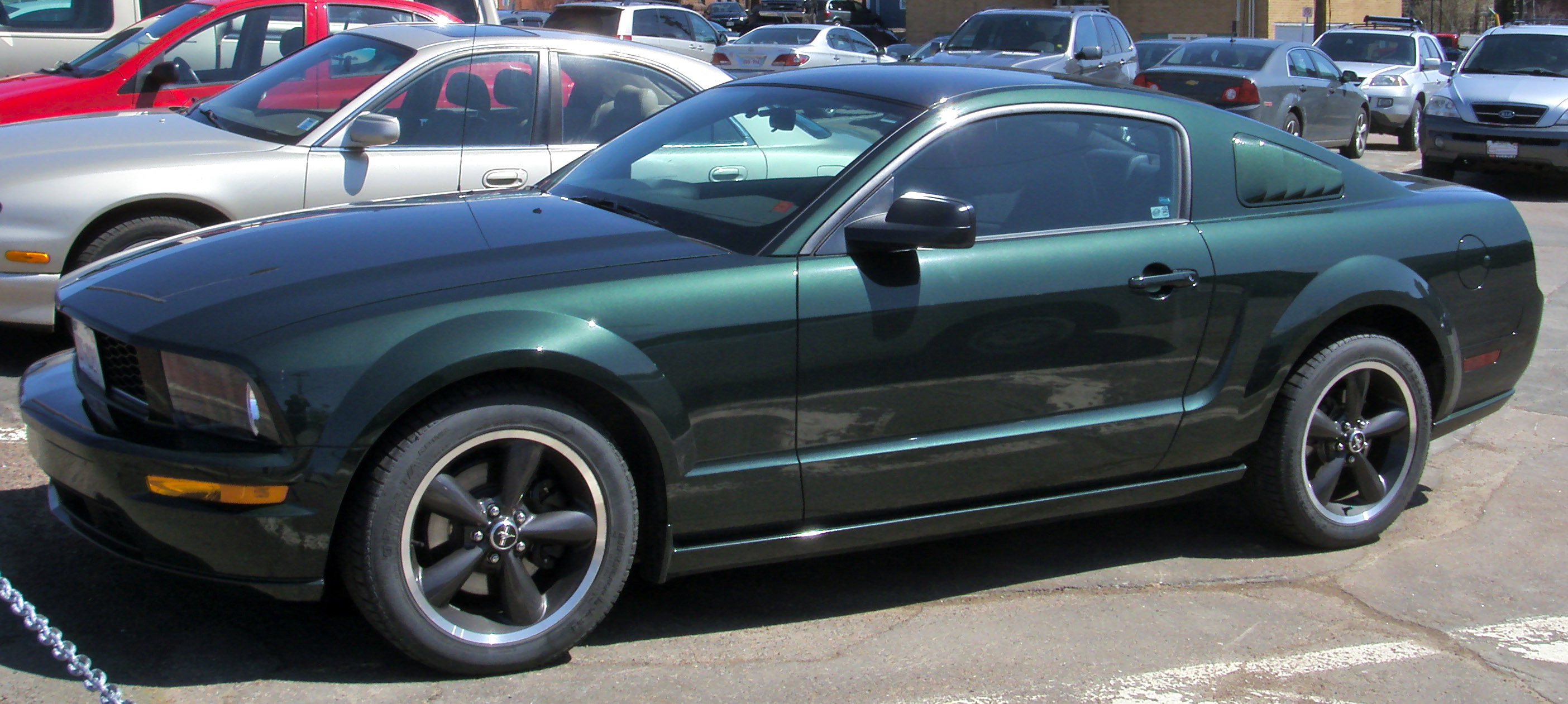
Ford Mustang Bullitt

Nel 2008, per celebrare il 40º anniversario della realizzazione del film Bullitt, la Ford Racing ha creato una versione speciale della Mustang di quinta generazione denominata proprio Bullitt.
Meccanicamente la vettura monta un propulsore V8 da 4,6 litri che eroga la potenza di 315 CV. La taratura del motore è stata eseguita in modo tale da migliorare la risposta della valvola a farfalla. Telaio e sospensioni sono stati ottimizzati per migliorare le prestazioni del motore. Di fatto è stato introdotto un roll-bar specifico per questa versione con una struttura tower-to-tower che garantisce un notevole incremento di rigidità torsionale e laterale del telaio. Le pastiglie dei freni sono state potenziate per aumentare la sensibilità di risposta alla pressione del pedale e per limitarne il deterioramento. I cerchioni in alluminio Euroflange sono inseriti all'interno di pneumatici ad alte prestazioni da gara P235/50ZR 18 BF Goodrich g-Force T / A KDWS. Il cambio è un modello Tremac manuale a 5 marce.
Per migliorare il raffreddamento del motore, è stata impiantata una presa d'aria dietro il faro anteriore sinistro. Questa configurazione, unita alla modifica al rivestimento del cofano, permette un miglioramento esponenziale del raffreddamento del propulsore. Ulteriori modifiche sono state introdotte all'iniettore del carburante, il quale calcola la quantità di coppia da fornire al motore in base al combustibile impiegato. Il sistema di scarico è stato potenziato con dei doppi terminali da 3,5" in cromo.
A livello estetico, la vettura richiama molto la versione originale del film, sia per quanto riguarda la colorazione verde scuro sia per la totale assenza di spoiler e di vistose prese d'aria.
Gli interni sono realizzati in pelle Charcoal, mentre i sedili, modellati sul modello di quelli della Shelby Mustang GT500, sono stati realizzati con una nuova schiuma ecologica derivata dalla soia.

### Mustang GT 550R Tjaarda
In occasione della realizzazione del film Fast and Furious - Solo parti originali, vennero realizzati tre esemplari speciali della Mustang GT 500. Denominati 550R Tjaarda, erano dotati un propulsore V8 Ford 4.6 sovralimentato da 470 CV di potenza gestito da un cambio manuale a cinque rapporti. Sia nella sezione anteriore sia in quella posteriore erano presenti sospensioni Ford Racing FR500, mentre l'impianto frenante era costituito da freni a disco Baer Extreme da 14". Montava pneumatici GT Legends Gun Metal Ghost e la carrozzeria era stata aggiornata con un nuovo body kit in fibra di carbonio.

### Mustang WIP Edition
Nel 2008, la Ford, per portare il proprio sostegno alla campagna di raccolta fondi Warriors in Pink organizzata dall'associazione per la lotta contro il tumore al seno Susan G. Komen for the Cure, ha promosso per il secondo anno di fila una campagna vendite che prevede il rilascio di una serie limitata di Mustang il cui ricavato sarà devoluto interamente all'iniziativa.
Questa serie limitata è costituita da 2 500 esemplari, tutti derivati dalle Mustang Premium Array V6, sia in versione coupé sia convertibile. Tali vetture sono state dotate di numerosi stemmi rappresentati un nastro rosa inseriti sotto il logo laterale Mustang e sui tappetini interni. Inoltre, sempre di colore rosa sono le cuciture dei sedili in pelle, le decalcomanie sulla carrozzeria e le cuciture delle razze del volante. La componente meccanica rimane invece invariata rispetto al modello base.
Nel 2009, visto l'enorme successo dell'iniziativa, la Ford ha riproposto un altro migliaio di esemplari in edizione WIP. Queste vetture sono state realizzate sulle originali Mustang V6 Premium sia coupé sia cabriolet. Le aggiunte riguardano nuovamente l'inserimento di una fascia rosa sotto il logo Mustang e sui tappetini interni oltre a numerosi inserti degli interni e a delle bande da gara dello stesso colore.

### Mustang AV8R

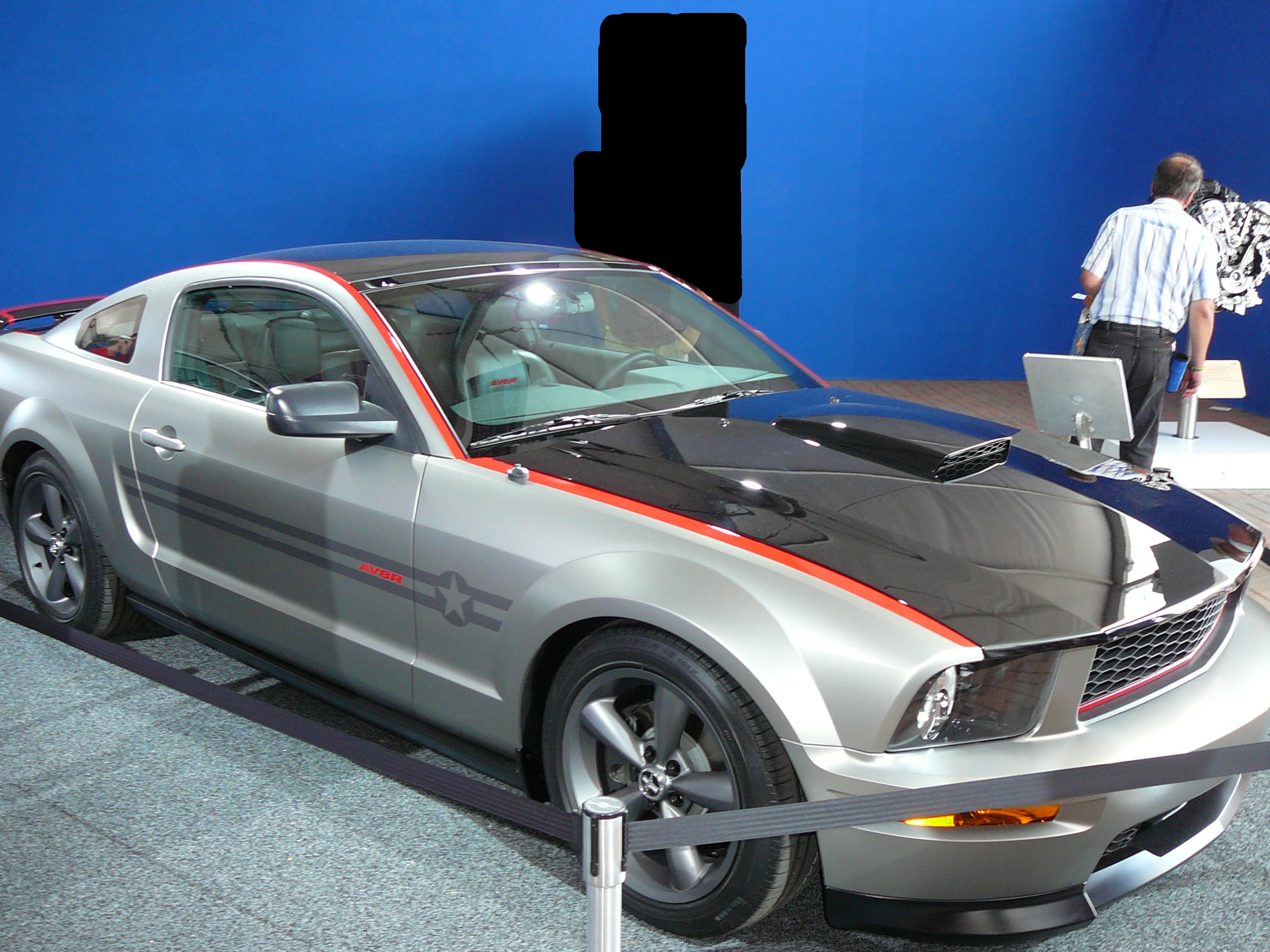
Ford Mustang AV8

In occasione del Airshow Oshkosh del 2008, la Ford ha realizzato una propria versione della Mustang per omaggiare i numerosi caccia P-51 Mustang che parteciparono al raduno.
La vettura, denominata AV8R, è stata realizzata sulla base di una Mustang GT dotata di tetto panoramico, a cui sono state aggiunte, tramite la supervisione dei tecnici della Ford Racing, i cerchioni provenienti dalla Shalby Mustang GT500 e uno spoiler posteriore integrato. Inoltre, dal punto di vista meccanico, sono stati impiantati nuovi ammortizzatori, roll-bar, molle ribassate e dei nuovi impianti di sovralimentazione e di scarico che hanno portato a 400 CV la potenza del propulsore V8 24 valvole da 4,6 litri. La livrea è stata realizzata con una tonalità bicolore argento opaco-nero lucido, mentre sul tettuccio panoramico è stata applicata la stella che contraddistingue i velivoli dell'United States Air Force.
La vettura è stata messa all'asta per devolvere fondi al programma Gathering of Eagles, il quale prevede borse di studio per i giovani che si avvicinano al mondo dell'aviazione.

### Mustang AV-X10 Dearborn Doll
Per garantire nuovamente il proprio supporto all'iniziativa Gathering of Eagles, la Ford ha nuovamente realizzato un modello speciale in occasione dell'Airshow Oshkosh del 2009, denominandolo AV-X10 Dearborn Doll (Dove AV-X10 sta a segnalare un progetto AirVenture Xperimental basato su una Mustang model year 2010).
La vettura su cui è realizzata questa versione speciale è una Mustang GT Model Year 2010 con il tetto panoramico. La vettura, grazie a delle nuove sospensioni sportive, è stata abbassata di 1", mentre il motore 4,6 litri a 24 valvole è stato potenziato fino a 550 CV. I cerchi da 19 pollici sono derivati dalla Mustang Shelby GT500.
La carrozzeria è verniciata di grigio metallizzato, fatta eccezione per lo spoiler anteriore e il muso dipinti di colore giallo. Sulla fiancata sono stati applicati dei pin-up grafici con il nome Dearborn Doll per richiamare gli originali pin-up che si trovavano sulle fusoliere dei P-51 Mustang. Sul tetto panoramico è presente la stella usata come coccarda dall'USAF durante il secondo conflitto mondiale. Gli interni hanno numerosi inserti realizzati in pelle color kaki, in omaggio alle vecchie divise degli aviatori americani.

### Mustang Cobra Jet Twin-Turbo
Al SEMA 2012 di Las Vegas la Ford Racing ha presentato una nuova concept Mustang, denominata Cobra Jet Twin-Turbo, realizzata appositamente per le gare di accelerazione. La vettura è equipaggiata con un propulsore V8 da 5 litri abbinato a due turbocompressori di piccole dimensioni con le testate in titanio. Questi nuovi turbocompressori fanno parte della nuova tecnologia EcoBoost, in quanto, abbinati a alberi-guida dotati di cuscinetti a sfere a basso attrito, permettono di ridurre il momento di inerzia del 50%.
Nel 2013 la versione ha ricevuto un aggiornamento in modo tale da rimanere competitiva nei confronti delle nuove Dodge Challenger Mopar e Chevrolet Camaro COPO. La vettura omologata per le competizioni NHRA è stata messa in condizione di equipaggiare propulsori Ford V8 5.0 sia aspirati sia turbocompressi. Inoltre il corpo vettura è stato alleggerito, sono stati impiantati un nuovo servosterzo elettrico e un nuovo roll bar e sono state introdotte nuove geometrie delle sospensioni per migliorare la guidabilità.

### Ford Mustang GT US Air Force Thunderbirds
Per commemorare il 70º anniversario della fondazione della pattuglia acrobatica US Air Force Thunderbirds la Ford ha deciso la realizzazione di un modello speciale della Ford Mustang GT Mk V. La linea di questa one-off è stata modificata per renderla simile a quella dei General Dynamics F-16 Fighting Falcon utilizzati dalla squadriglia. Oltre a ciò, presenta anche la stessa livrea e nuovi cerchioni da 22 pollici con disegno specifico. Gli interni sono stati anch'essi modificati, con l'inserimento di sedili sportivi Recaro con i lochi della pattuglia acrobatica e di un nuovo sistema multimediale. Meccanicamente è stato inserito un nuovo compressore, nuove sospensioni sportive e freni Brembo.

### Mustang 1889/1964
Il 2014 coincise con la festa per il cinquantesimo anno dalla nascita del primo modello di Ford Mustang. Per l'occorrenza vennero realizzati 1 964 esemplari speciali basati principalmente su migliorie estetiche che andavano a ricordare le prime versioni della sportiva americana.
Il 21 settembre del 2018 venne realizzato un modello basato sulle Ecoboost II N48H da 317 hp. Il propulsore, denominato Ecoboost II GTDI venne smontato e assemblato a mano ottimizzando la fasatura variabile e la compressione, vennero sostituiti gli iniettori con dei Multipoint derivati direttamente dal progetto della Mustang SVO e il deflusso dei gas di scarico attraverso un centrale più aperto. Inoltre venne rivista la sovralimentazione fino a portare il motore a erogare, il 28 settembre 2018 nello stabilimento di Cleveland, in Ohio, 400 hp di potenza al banco e la coppia di 560 Nm a 6500 rpm.
Sul telaio di una Mustang decappottabile venne inserito il motore GTDI accoppiato a un cambio 10 rapporti aggiornato, un blocco differenziale Torsen (dotato nelle 50th solo sulle versioni manuali) e verniciata in giallo Daytona, vennero inseriti molti dettagli in fibra di carbonio e diverse appendici aerodinamiche come un diffusore posteriore Roush studiato appositamente per creare portanza e alleggerire il corpo vettura durante le accelerazioni.
La vettura prese il nome di 1889ª poiché venne fatta rientrare nelle 50Th anniversario e segue quindi tale nomenclatura. Ma, a tutti gli effetti, è una versione unica e non è una vera e propria 50Th poiché non condivide - a parte il numero - nulla con le sorelle 50th.
Voluta da un dirigente Ford Motore Co. e venduta all'asta per beneficenza lasciò gli Stati Uniti a febbraio del 2019 diretta in Europa.

### Ford Mustang F35 Lighting II Edition
In accordo con il finanziamento del programma EAA Young Eagles del 2014, la Ford ha realizzato una one-off della Ford Mustang ispirata al caccia statunitense Lockheed Martin F-35 Lightning II. Meccanicamente invariata rispetto al modello di serie, presentava un nuovo design aggiornato per renderla più aerodinamica e nuove decalcomanie ispirate al velivolo da cui trae ispirazione.

## Attività sportiva

### SCCA
Nel 1966 una Ford Mustang Shelby GT350 venne schierata nel campionato statunitense SCCA. Dotata di rollbar Holman & Moody di sicurezza, passaruota allargati, pneumatici sportivi e ammortizzatori Koni, ottenne la vittoria nella N.E. Division Production BP championship del 1967.

### 24 Ore di Le Mans
Nel 1967 il pilota e importatore della Shelby per il Belgio Claude Dubois schierò una GT350 alla 24 Ore di Le Mans. Durante la corsa fu afflitta da diversi guasti meccanici che alla fine la costrinsero al ritiro durante la 22ª ora di gara.

### Grand-Am Cup

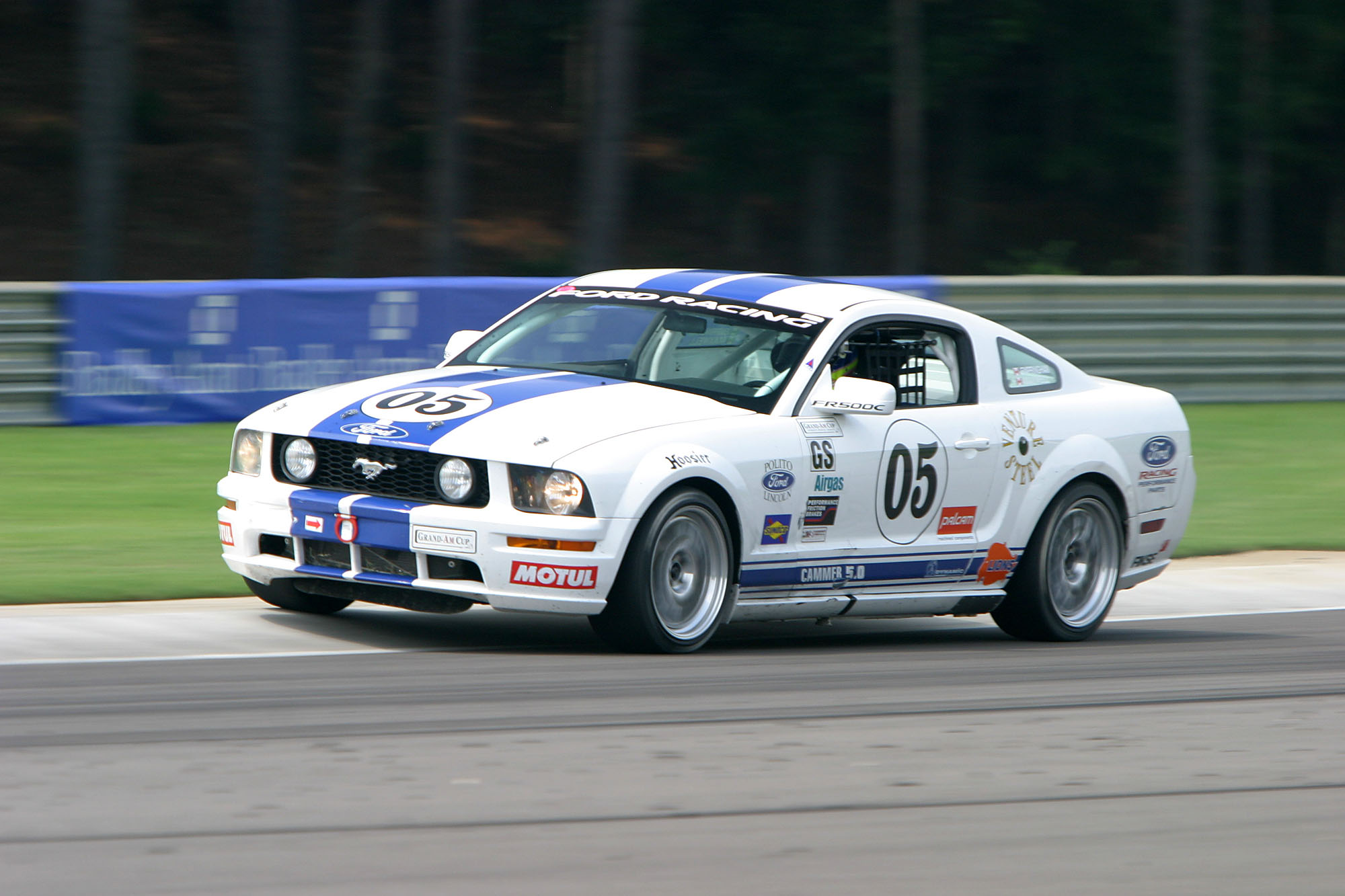
Ford Mustang GT impiegata nel campionato Grand-Am

Nel 2005, molte Mustang GT di 5ª generazione furono impiegate con notevoli risultati all'interno del campionato americano riservato ad automobili gran turismo Grand-Am Cup.
Tali vetture sono delle GT di serie preparate per le competizioni su pista dagli ingegneri del Ford Racing Performance Parts. Il propulsore montato a bordo è un V8 5,0 litri Cammer a iniezione elettronica che eroga la potenza di 420 CV.

### F.I.A. GT3
Nel 2010 il team belga Marc VDS Racing ha impiegato nel campionato europeo GT3 una Ford Mustang Mk V preparata appositamente per le competizioni su pista. Oltre all'aggiunta dei vari sistemi di sicurezza, di un nuovo kit aerodinamico e di un alleggerimento complessivo che ha portato la vettura a pesare 1 350 kg, è stato potenziato anche il propulsore V8 5.6 per erogare 560 CV di potenza.